# Lancia Prisma
La Lancia Prisma è una berlina media prodotta dalla casa automobilistica torinese Lancia, tra il 1982 e il 1989 nello stabilimento Lancia di Chivasso e nello stabilimento Fiat Rivalta.

## Prima serie (1982-1986)
Costruita sulla piattaforma meccanica della Delta e frutto della matita di Giorgetto Giugiaro, la Prisma si presenta con una linea sobria e classica che venne molto apprezzata dalla clientela cui si rivolgeva.

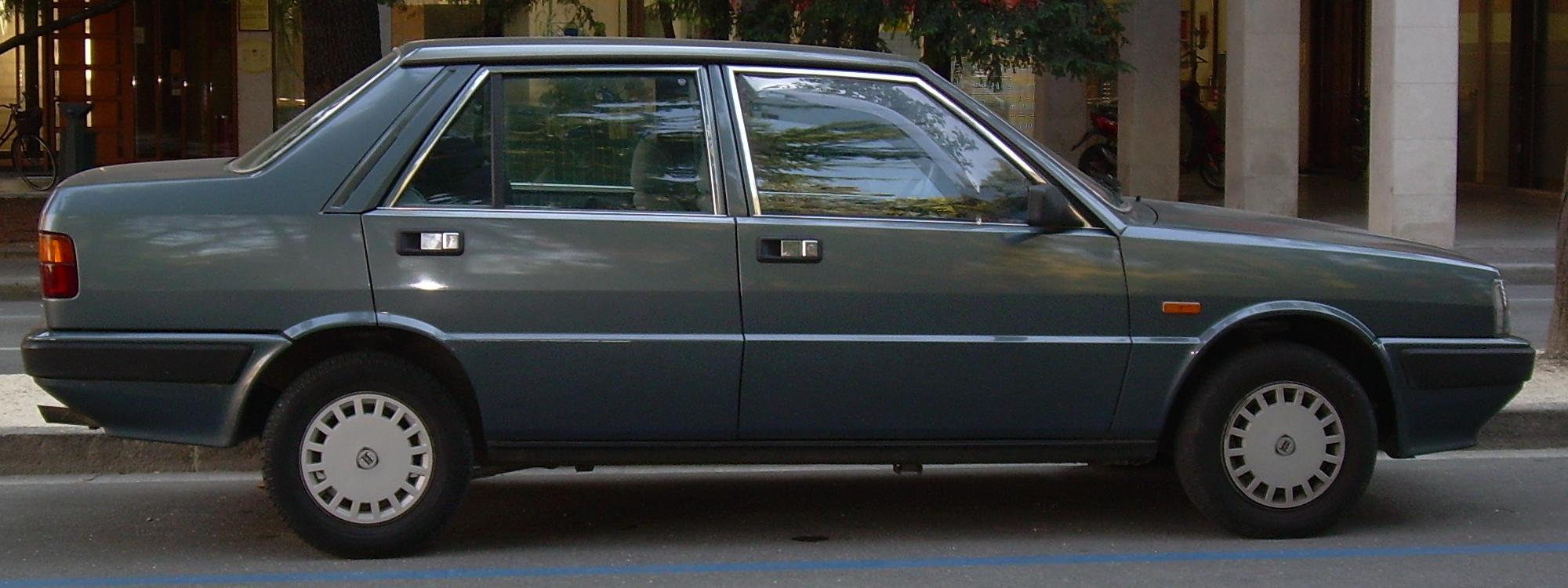
Linea laterale di una Prisma

Gli interni sono particolarmente rifiniti, con una plancia ricca di strumentazione. Tra i numerosi optional, figurano il check control, l'aria condizionata (una delle più moderne per i tempi) sulla 1600, i cerchi in lega, il sedile posteriore sdoppiato 50/50 e ribaltabile.
Il vano di carico si presenta con una capacità di 410 dm³, discretamente ampia in rapporto alle dimensioni esterne.
I motori sono l'1.3, 1.5 e 1.6 a benzina, i primi due alimentati a carburatori e ripresi  da quelli della Lancia Delta, il terzo, bialbero, anch'esso a carburatori. A questi motori si affiancarono le versioni diesel 1.9 di cilindrata di derivazione Fiat in versione aspirata e turbo, munite rispettivamente di 65 e 80 CV (le stesse unità avrebbero poi esordito sulle Ritmo e Regata nel 1986).

### GammaModel Year 1982
- Prisma 1300 - 78 CV
- Prisma 1500 - 85 CV (anche Automatica con cambio a convertitore di coppia a 3 rapporti)
- Prisma 1600 - 105 CV
- Prisma 1900 diesel - 65 CV (introdotta nel 1984)
- Prisma 1900 turbodiesel - 80 CV (introdotta nel 1985)

Le masse del corpo vettura erano nell'ordine dei 950-1000 kg. Ne risultavano prestazioni interessanti anche con motorizzazioni base (33.8" sul km da fermo per la 1.3). La 1600 che rappresentava il top di gamma raggiungeva una velocità massima di 178 km/h ed accelerava da 0 a 100 km/h in 10,2 secondi (valori dichiarati)

## Seconda serie (1986-1989)

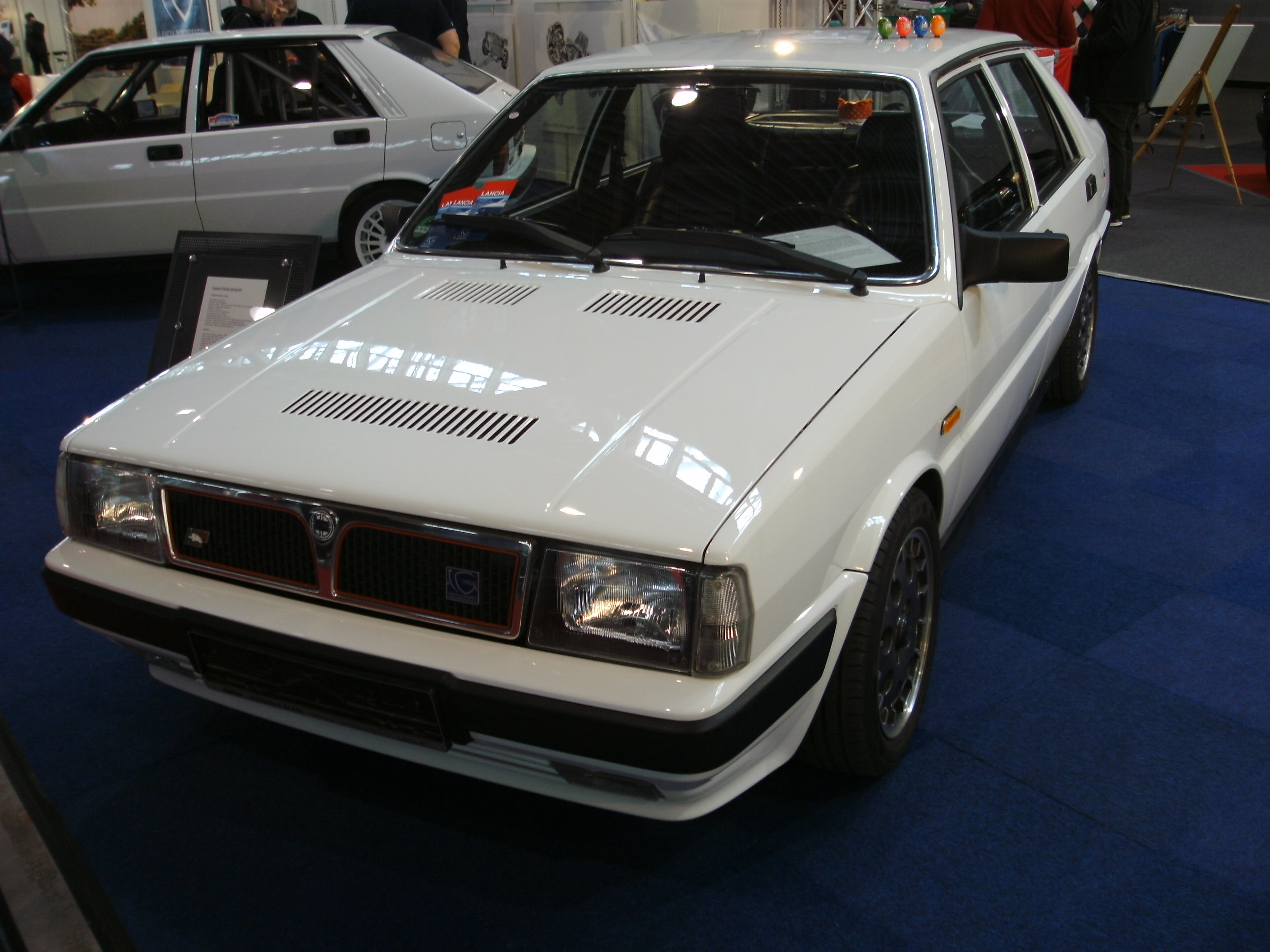
Lancia Prisma 4WD integrale del 1987

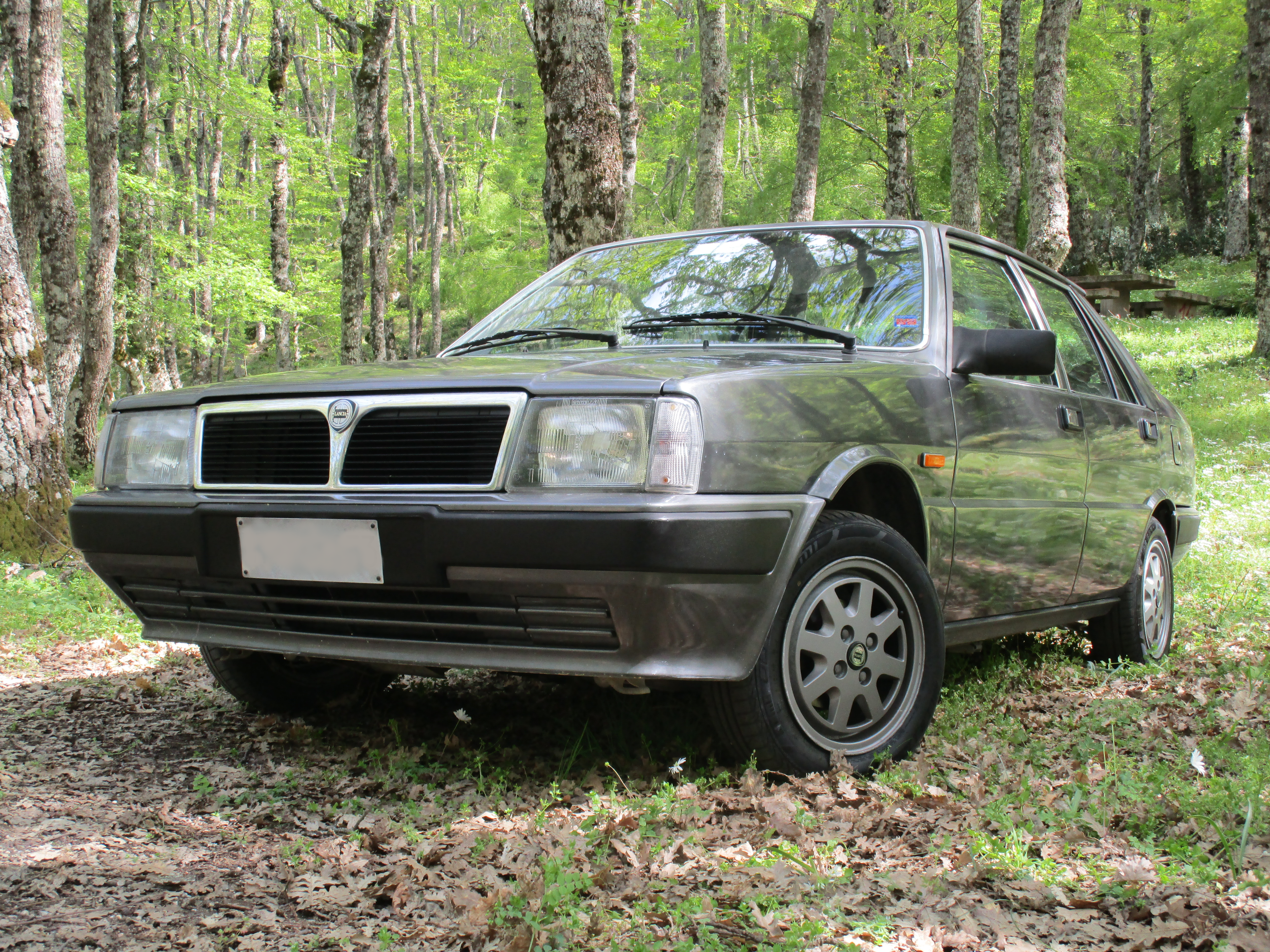
Lancia Prisma 1.3 seconda serie, grigio quarzo metallizzato

Nel 1986, quando già circolavano 200.000 Prisma, venne presentata la seconda serie della vettura, affinata nell'estetica e negli interni, offerta anche con le motorizzazioni 1.6 i.e. ed il 2.0 montato sulla Prisma 4WD dotata di trazione integrale.
Cambiò il frontale con i nuovi paraurti (con fendinebbia integrati a richiesta), la griglia più ampia e con uno scalino ed i nuovi fari posteriori la cui forma rimane uguale alla precedente cambiando solo le plastiche. Venne migliorata la plancia e l'abitacolo con un nuovo impianto di climatizzazione.
Nel 1988 venne offerto il classico allestimento di fine serie, la Prisma LX, che si caratterizza come la versione più esclusiva ed è disponibile soltanto col motore 1.5 e con la moquette.
Nell'aprile del 1989 vi fu la presentazione della Lancia Dedra, sua erede designata, che avrebbe mandato in pensione la Prisma qualche mese più tardi.

### GammaAnno 1986

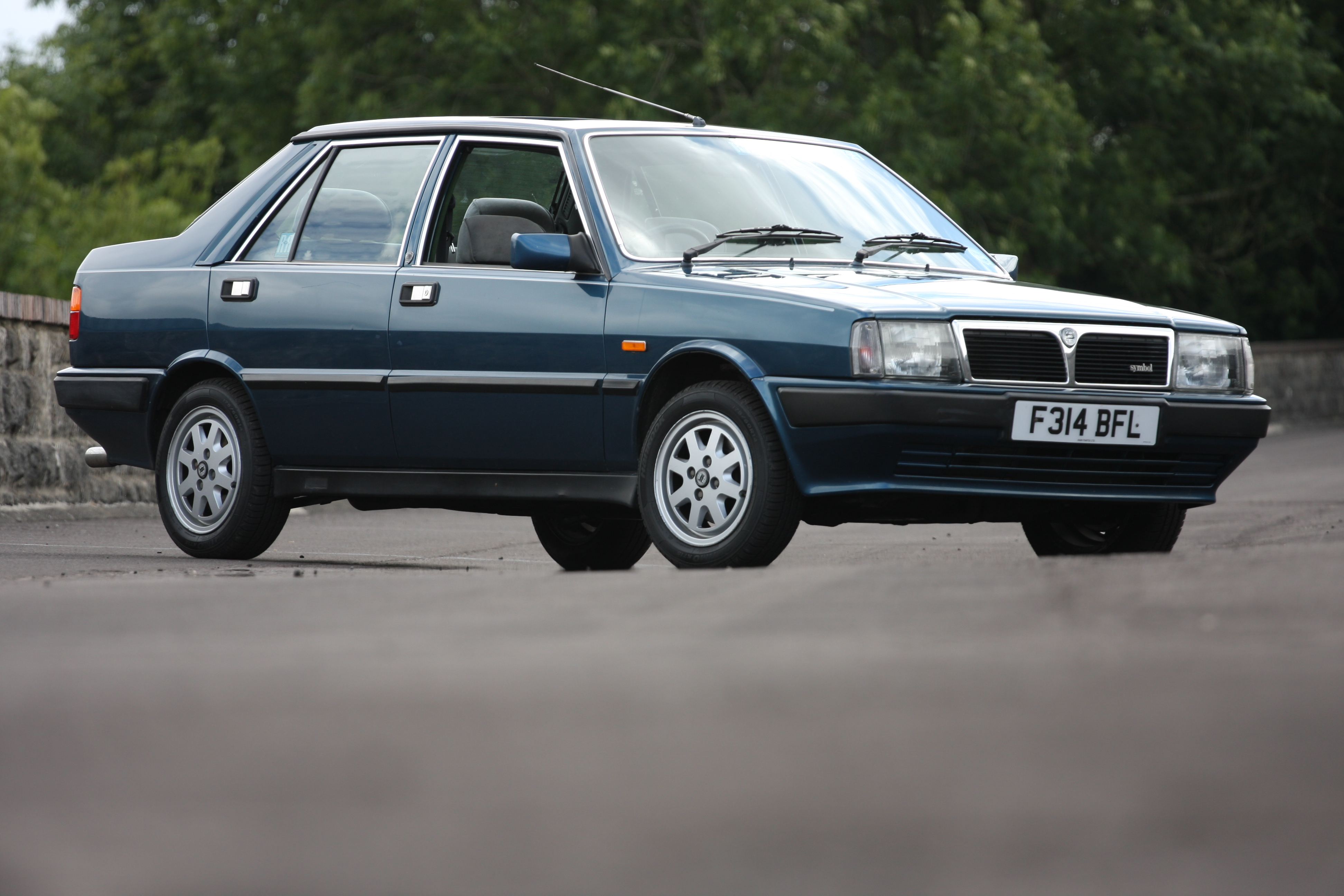
Lancia Prisma seconda serie

Nel 1986 è l'ora dell'aggiornamento per la berlina Lancia, che segna l'esordio anche del propulsore 1.6 bialbero ad iniezione elettronica da 109 CV, munito di impianto Weber Marelli I.A.W. Rappresentava uno dei motori più prestazionali e all'avanguardia del tempo, e andò ad affiancare la versione a carburatori "1600" mantenuta in listino. Sia nella prova di Quattroruote che di altre riviste straniere tra cui AutocarUK questa versione copri' il km da fermo in soli 31.3" e la velocità massima di oltre 191 km/h effettivi, valori che la ponevano come la più veloce tra le berline di serie di questa cilindrata, davanti alle sportive Alfa Romeo 75 e Bmw serie 3. Il modello 1986 è riconoscibile dai fascioni anteriore e posteriore più ampi, dalla calandra più alta e dal cofano anteriore modificato.
Nota che i motori 1.5 e 1.6 a carburatore furono oggetto di un lieve depotenziamento, in favore del contenimento dei consumi. Il primo passò da 85 a 80 CV, mentre il secondo passò da 105 a 100 CV. In quest'ultimo caso, il depotenziamento del 1.6 "Lampredi" a carburatore fu strategico per differenziarlo maggiormente dalla versione a iniezione, altrimenti si sarebbe ottenuta una sovrapposizione in gamma. Nessuna variazione, invece, per le motorizzazioni a gasolio, e per il 1.3 a carburatore, forte dei suoi 78 CV.
Da segnalare anche l'introduzione della versione 2.0 4WD a trazione integrale e propulsore da 1995 cm³, 115 CV, in dotazione alla Thema ie.
Curiosità: diversamente dalla cugina Delta di quegli anni (le due auto avevano in comune lo stesso telaio e meccanica), la Prisma non ha mai beneficiato dei motori turbo benzina 1.6 e 2.0, probabilmente per differenziare maggiormente il carattere e la clientela delle due vetture, ed evitare di sottrarre quote di mercato alla Thema., che invece ha usato motori sovralimentati sin dall'esordio. In ogni caso, la gamma motori Prisma a partire dal mese di Luglio 1986, valida fino al 1989, era la seguente:
- Prisma 1.3 - 78 CV
- Prisma 1.5 - 80 CV
- Prisma 1.6 - 100 CV
- Prisma 1.6 i.e. - 109 CV
- Prisma 2.0 i.e. 4WD - 115 CV (inizio 1987)
- Prisma diesel - 65 CV
- Prisma turbodiesel - 80 CV

Sui modelli pre-restyling la cilindrata veniva indicata per esteso sull'etichetta posteriore. Es: "Prisma 1500". Le versioni restyling usavano invece la notazione "abbreviata". Es: "Prisma 1.5".
Sono state vendute 317.378 Prisma dal 1982 al 1989, di cui un terzo con motore 1.6. Circa 80.000 le versioni D/TD immatricolate.

## La Prisma di Gianni Agnelli
L'allora presidente della Fiat Gianni Agnelli possedeva un esemplare unico di Lancia Prisma, munito di motore 2.0 Turbo accreditato di 200 CV (mutuato dalla Lancia Delta) e particolari finiture degli interni in pelle Connolly. Fra gli optional invece destinati alle "comuni" Prisma figuravano i vetri elettrici, lo specchio retrovisore destro, il climatizzatore, il servosterzo ed i cerchi in lega.
Costruita in soli due esemplari, di cui uno distrutto durante una sessione di prove, questa versione venne allestita presso le officine Abarth. Il colore in origine era rosso con interni in pelle rosso, fu riverniciata di blu lancia alla fine degli anni 90 dal successivo proprietario "Tony" Carello e per non farsi notare, fece eliminare anche le minigonne e sostituendo le scritte con quelle della 1300, così da confondersi con una delle tante Prisma di serie.

## Motorizzazioni
| Modello        | Disponibilità       | Motore  | Cilindrata (cm³) | Potenza        | Coppia Massima (Nm) | Emissioni CO2 (g/km) | 0–100 km/h (secondi) | Velocità max (km/h) | Consumo medio (km/l) |
| 1.3 e 1300     | dal debutto al 1989 | Benzina | 1301             | 57 kW (78 CV)  | 105                 | n.d                  | 14.3                 | 163                 | 13.8                 |
| 1.5 Automatica | dal debutto al 1989 | Benzina | 1498             | 59 kW (80 CV)  | 123                 | n.d                  | 14.3                 | 160                 | 11.5                 |
| 1500           | dal debutto al 1986 | Benzina | 1498             | 62 kW (85 CV)  | 123                 | n.d                  | 12.0                 | 166                 | 12.9                 |
| 1.5            | dal 1986 al 1989    | Benzina | 1498             | 59 kW (80 CV)  |                     |                      |                      |                     |                      |
| 1600           | dal debutto al 1986 | Benzina | 1585             | 77 kW (105 CV) | 127                 | n.d                  | 10.4                 | 180                 | 12.2                 |
| 1.6            | dal 1986 al 1989    | Benzina | 1585             | 74 kW (100 CV) |                     |                      |                      |                     |                      |
| 1.6 i.e.       | dal 1986 al 1989    | Benzina | 1585             | 80 kW (109 CV) | 135                 | n.d                  | 10.0                 | 185                 | 12.5                 |
| 2.0 i.e. 4WD   | dal 1986 al 1989    | Benzina | 1995             | 85 kW (116 CV) | 163                 | n.d                  | 10.5                 | 184                 | 10.4                 |
| Diesel         | dal 1984 al 1989    | Diesel  | 1929             | 48 kW (65 CV)  | 119                 | n.d                  | 16.0                 | 158                 | 16.4                 |
| Turbodiesel    | dal 1985 al 1989    | Diesel  | 1929             | 59 kW (80 CV)  | 170                 | n.d                  | 12.9                 | 170                 | 17.1                 |